# Винцер, Отто
Отто Винцер (нем. Otto Winzer, псевдоним Лоренц; 3 апреля 1902[…], Берлин или Райниккендорф — 3 марта 1975[…], Восточный Берлин) — немецкий политик, член СЕПГ. В 1965—1975 годах занимал пост министра иностранных дел ГДР.

## Биография

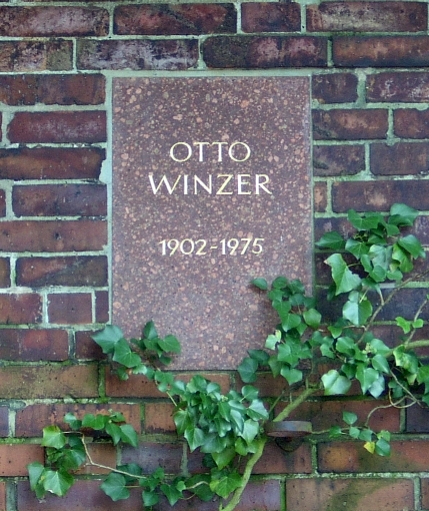
Могила Отто Винцера на Центральном кладбище Фридрихсфельде в Берлине

Отто Винцер, сын извозчика, обучался в начальной школе и ремесленном училище, затем в 1916—1922 годах учился на типографского наборщика и впоследствии работал по специальности.
В 1919 году Винцер вступил в Союз свободной немецкой молодёжи и Коммунистическую партию Германии. В 1923 году состоял в окружном отделении Союза коммунистической молодёжи Германии и до 1927 года руководил венским филиалом издательства Коммунистического интернационала молодёжи. В 1925—1927 годах Винцер состоял в Коммунистической партии Австрии.
Вернувшись в Германию, Винцер возглавил в 1927 году издательство КИМ в Берлине. В 1928—1930 годах он работал в исполнительном комитете КИМ в Москве и состоял в КПСС, а впоследствии работал в западном бюро исполнительного комитета КИМ и руководил издательством КИМ.
В 1933 году Отто Винцер перешёл на нелегальное положение и участвовал в антифашистском движении. В 1934 году Винцер эмигрировал во Францию и с 1935 года работал в издательском отделе Исполнительного комитета Коммунистического интернационала в Москве. В 1937 году за дружбу с арестованным Эрихом Вендтом комиссия по внутреннему контролю Коммунистического интернационала вынесла Отто Винцеру предупреждение и освободила его от должности. Винцер работал переводчиком и редактором в «Издательстве иностранной литературы». После внутренней реабилитации Винцер в 1941 году вернулся на работу в Коммунистический интернационал, с 1943 года состоял членом Национального комитета «Свободная Германия» и с 1944 года преподавал в партийной школе КПГ.
В конце апреля 1945 года Отто Винцер вернулся на родину с группой Ульбрихта и занял должность советника по народному образования городского магистрата Берлина. В 1946 году Винцер вступил в Социалистическую единую партию Германии и в 1947 году вместе с Рихардом Вейманом руководил главным отделением по культуре и воспитанию при Центральном комитете СЕПГ. В 1947 году Винцер вошёл в состав правления партии и руководил отделом прессы, радио и информации.
В начале 1949 года Винцер занял должность заместителя главного редактора газеты Neues Deutschland и
после образования ГДР в октябре 1949 года до 1956 года работал в должности статс-секретаря и главы личной канцелярии президента ГДР Вильгельма Пика. С августа 1956 по 1959 год Винцер занимал пост заместителя министра иностранных дел ГДР, в 1959—1965 годах — статс-секретаря и первого заместителя министра иностранных дел ГДР, а в июле 1965 года сменил на посту министра иностранных дел ГДР Лотара Больца и оставался в этой должности до января 1975 года. С 1950 года Отто Винцер избирался членом Народной палаты ГДР.
Отто Винцер похоронен на Центральном кладбище Фридрихсфельде в Лихтенберге.

## Публикации
- Ein Jahr Neuaufbau des Berliner Schulwesens. Bericht von der Konferenz der Lehrer an den öffentlichen Schulen der Stadt Berlin, 2. September 1946, Berlin 1946
- Pestalozzi als Zeitgenosse, Berlin 1946
- Sozialistische Politik? Eine kritische Stellungnahme zu Reden und Aufsätzen von Dr. Kurt Schumacher, Berlin 1947
- Wohin führt der Weg? Der Wirtschaftsverfall im Westen Deutschlands und das Zweizonensystem, Berlin 1947
- Der Marshallplan. Was er bringt und was er nimmt, Berlin 1948
- Der Rapallo-Vertrag und seine nationale Bedeutung für Deutschland, Berlin 1952
- Der Vaterlandsverrat des Dr. Konrad Adenauer. Vom Separatismus zur «Integration Europas», Berlin 1952
- Die heutige deutsche Sozialdemokratie und der Marxismus. 2 Beiträge zum Karl-Marx-Jahr 1953, Berlin 1953
- Die Auseinandersetzungen in der SPD und der Kampf um die Aktionseinheit der deutschen Arbeiterklasse. Referat auf der wissenschaftlichen Tagung des Instituts für Gesellschaftswissenschaften beim ZK der SED zu dem Thema «Der Sozialdemokratismus — eine Abart der imperialistischen Ideologie» am 6. und 7. März 1954, Berlin 1954
- Die grosse Lüge von den «Freien Wahlen» in Westdeutschland. Ein dokumentarischer Nachweis aus offiziellen Veröffentlichungen des Bonner Parteivorstandes der Sozialdemokratischen Partei Deutschlands, Berlin 1954
- Über eine Rede, die in Westberlin nicht gehalten werden durfte, 1954
- Zwölf Jahre Kampf gegen Faschismus und Krieg. Ein Beitrag zur Geschichte der Kommunistischen Partei Deutschlands 1933 bis 1945, Berlin 1955
- Wilhelm Pieck. Kampfgefährte der russischen Revolution und Freund der Sowjetunion. Ein Vortrag zu seinem 80. Geburtstag, Berlin 1956
- Revolutionäre Traditionen des Kampfes der deutschen Arbeiterbewegung gegen Militarismus und Krieg, Berlin 1956
- Kreuzritter des Neokolonialismus. Erklärung einer internationalen Pressekonferenz des Ministeriums für Auswärtige Angelegenheiten der Deutschen Demokratischen Republik am 4. November 1960, Berlin 1961
- Probleme der friedlichen Koexistenz in deutscher Sicht, Berlin 1963
- Der Freundschafts- und Beistandsvertrag zwischen DDR und UdSSR. Seine nationale und internationale Bedeutung, Berlin 1964
- Das neue deutsche Volk und die Vereinten Nationen. Vortrag zum 20. Jahrestag der Gründung der Vereinten Nationen, Berlin 1965
- Schwerer Schlag für die Bonner «Ostpolitik». Bericht, Berlin 1965
- Konstruktive deutsche Friedenspolitik. Bericht über Fragen der Aussenpolitik der DDR auf der 12. Tagung des ZK der SED, 27./28. April 1966, Berlin 1966
- Die Aussenpolitik der DDR im Lichte der Lehren von Karl Marx, Berlin 1968
- Deutsche Aussenpolitik des Friedens und des Sozialismus, Berlin 1969
- Über einige Hauptfragen der Außenpolitik der DDR, Berlin 1972